# John Wyndham
John Wyndham Parkes Lucas Beynon Harris (Birmingham, 1903. július 10. – London, 1969. március 11.) angol tudományos-fantasztikus író, aki többnyire John Wyndham néven jelentette meg műveit.

## Élete
1903. július 10-én Knowle faluban született, Angliában. Gyermekkorát Edgbaston városában töltötte. Nyolcéves korában a szülei elváltak, és ő a testvérével együtt egy bentlakásos iskolába került. A tanulmányai befejezése után mezőgazdasággal, joggal, kereskedelemmel is foglalkozott. 1925-ben azonban az írást választotta hivatásául, és 1931-ben John Beynon álnéven rendszeres szerzője volt több amerikai sci-fi magazinnak. Első elbeszélése a Gernsbacknél jelent meg az 1931. májusi Wonder Storiesben. 1932 és 1941 között 21 elbeszélést és 3 regényt publikált. 1938–1939-ben a Fantasy magazinban négy elbeszélése jelent meg.
A második világháború előtt az információs minisztériumban dolgozott, később belépett a hadseregbe. Részt vett a normandiai partraszállásban és az európai hadműveletekben. A háború végeztével hazatért, és újra az írással kezdett foglalkozni. Változtatott az írói stílusán, elhagyta korábbi álneveit (John Beynon Harris, Wyndham Parkes). A The Day of the Triffids (A triffidek napja) című regénye 1951-ben, a The Kraken Wakes (A krák felébred) című apokaliptikus sci-fi regénye 1953-ban jelent meg. Következő műve, az 1955-ös The Chrysalids (Újjászületés) eltér a többi írásától, ám sokan mégis ezt tartják közülük a legjobbnak. Újabb két évvel később jelent meg a The Midwich Cuckoos (Szemünk fényei) című regénye, amelyet Elátkozottak faluja címmel több alkalommal is megfilmesítettek.
1960-ban adták ki a Trouble with Lichen (Probléma a zuzmóval) című alkotását, majd 1968-ban jelent meg a Chocky című regénye, mely egy 1963-ban publikált elbeszélés bővített változata volt. Utolsó hosszabb terjedelmű művét, a Web című kisregényt, tíz évvel a halála után adták ki. 1969. március 11-én halt meg hampshire-i Steepben.

## Művei
- Vivisection (Élveboncolás), 1919[11]
- Lost Machine (Az eltévedt gép) – regény
- Exiles of Asperus (Az asperusi száműzöttek)
- The Secret People (A rejtett nép), 1935 – regény
- Stowaway to Mars (Potyautas a Marsra), 1936 – regény
- Child of Power (Gyerek hatalom,mal), 1938 – elbeszélés
- The Eternal Eve (Az örök Éva) 1950 – elbeszélés
- The Day of the Triffids (A triffidek napja), 1951 – regény
- The Kraken Wakes (A krák felébred), 1953 – regény
- The Chrysalids (Újjászületés), 1955 – regény
- The Midwich Cuckoos (Szemünk fényei), 1957 – regény
- Trouble with Lichen (Probléma a zuzmóval), 1960 – regény
- Web, 1979 – kisregény

## Magyarul
- Újjászületés. Regény és elbeszélések; ford. Baranyi Gyula, Borbás Mária, utószó Nelhiebel József, életrajz Kuczka Péter; Kozmosz Könyvek, Bp., 1977 (Kozmosz Fantasztikus Könyvek)[12] ISBN 9632111575
- A triffidek napja; ford. Gálvölgyi Judit; Móra, Bp., 1990 (A sci-fi mesterei) ISBN 9631167062
- Chocky; ford. Füssi-Nagy Géza; Móra, Bp., 1994 ISBN 9631171663
- Szemünk fényei; ford. F. Nagy Piroska; Metropolis Media, Bp., 2009 ISBN 9789639828353

### Elbeszélések
- Bamba Mars-lakó (Riadó a Naprendszerben antológia, Európa Könyvkiadó, 1965)
- Az ellenlábas (Galaktika 1986. március)
- El szövőpók, itt ne járj… (Galaktika 17)
- Fogócska (Galaktika 1986. május)
- Ideje megpihenni (Galaktika 1986. február)
- Időomlás (Galaktika 1986. április)
- Illatorgia (Galaktika 26)
- Jizzle (Galaktika 17)
- A kerék
- Különös
- Meteor (Galaktika 17; Galaktika 1992. november)
- Ördögszekér
- Szemfényvesztés (Galaktika 17)
- Találom-próba
- Túlélni (Galaktika 2)
- Una (Galaktika 17)